# Eduard Müller (homme politique)
Pour les articles homonymes, voir Édouard Müller (homonymie) et Muller.
Eduard Müller, né à Dresde (Saxe) le 12 novembre 1848 et mort à Berne le 9 novembre 1919, est un homme politique suisse, bourgeois de Nidau (Berne), conseiller fédéral radical de 1895 à 1919.

## Biographie
Il est le 33e conseiller fédéral de l'histoire[réf. nécessaire]. Il dirige les départements suivants :
- 1895-1897 : Département de justice et police
- 1897-1898 : Département militaire
- 1900-1906 : Département militaire
- 1908-1911 : Département militaire
- 1912 : Département de justice et police
- 1914-1919 : Département de justice et police

Il préside la Confédération en 1899, 1907 et 1913 et dirige à ce titre le Département politique.